# باولو كامبوس
باولو كامبوس هو طبيب فلبيني، ولد في 27 يوليو 1921 في داسماريناس في الفلبين، وتوفي في 2 يونيو 2007 في مانيلا في الفلبين.